# Not for Threes
Not for Threes è il secondo album in studio del duo inglese di musica elettronica Plaid, pubblicato il 27 ottobre 1997. Nel 2017, Pitchfork ha inserito l'album alla posizione 36 nella sua lista "I 50 migliori album IDM di tutti i tempi".

## Tracce
1. Abla Eedio – 7:56
2. Kortisin – 5:23
3. Headspin – 5:34
4. Myopia – 4:32
5. Lat – 0:46
6. Extork – 4:11
7. Prague Radio – 4:46
8. Fer – 4:35
9. Ladyburst – 4:19
10. Rakimou – 6:02
11. Ol – 4:55
12. Seph – 1:36
13. Lilith – 4:38
14. Forever – 1:16
15. Getting – 2:55
16. Milh – 5:24